# Kawasaki Ki-10
Kawasaki Ki-10 (九五式戦闘機 Kyūgo-shiki sentōki?) là kiểu máy bay tiêm kích hai tầng cánh cuối cùng của Không lực Lục quân đế quốc Nhật Bản, đưa vào hoạt động từ 1935. Kiểu máy bay này là sản phẩm của tập đoàn Kawasaki và từng có mặt tại Mãn Châu và miền Bắc Trung Quốc trong giai đoạn đầu của Chiến tranh Trung-Nhật. Tên mã của Đồng Minh cho kiểu máy bay này là Perry.

## Thiết kế và phát triển
Ki-10 được thiết kế bởi kỹ sư hàng không Takeo Doi, người đã thay thế Richart Vogt trong cương vị trưởng thiết kế của tập đoàn Kawasaki. Mẫu thiết kế này là nhằm đáp ứng nhu cầu cho Quân đội Đế quốc Nhật Bản về một kiểu máy bay tiêm kích mới và đã thắng trong cuộc đấu thầu với kiểu Nakajima Ki-11 của công ty Nakajima. Mặc dù kiểu máy bay cánh đơn của Nakajima hiện đại và nhanh hơn nhưng Lục quân lại ưa chuộng kiểu máy bay hai tầng cánh của Kawasaki vì nó dễ điều khiển hơn.
Trong thiết kế của Kawasaki, hai cánh có kích cỡ khác nhau (cánh trên nhỏ hơn), nối với nhau bằng thanh chống. Toàn bộ cấu trúc máy bay đều được làm bằng kim loại và có vải bao bọc bên ngoài. Hỏa lực của máy bay được tạo bởi 2 súng máy 7,7 mm Kiểu 89 và bắn xuyên cánh quạt. Những phiên bản sản xuất đầu tiên được trang bị động cơ làm mát bằng nước 633 kW (850 hp) Kawasaki Ha-9-Iia.

## Lịch sử hoạt động
Ki-10 tham gia hoạt động tại Mãn Châu và miền Bắc Trung Quốc trong một số chiến dịch mở màn của Chiến tranh Trung-Nhật. Kiểu máy bay này tỏ ra xuất sắc trong các trận không chiến với các máy bay của không quân Trung Quốc, trong đó có trận Vũ Hán. Tuy nhiên, đến khi tham gia Chiến dịch Khalkhyn Gol chống lại Liên Xô, nó đã trở nên quá lỗi thời.
Khi Chiến tranh Thái Bình Dương bùng nổ, Ki-10 chỉ còn đóng vai trò là một máy bay phục vụ huấn luyện và tham gia các phi vụ không quan trọng. Tuy nhiên sau đó kiểu máy bay này lại trở lại hoạt động với nhiệm vụ tuần tra tầm ngắn và trinh sát tại Nhật Bản và Trung Quốc tháng 1- tháng 2 1942.

## Các phiên bản
Dữ liệu từ Japanese Aircraft of the Pacific War
Ki-10Nguyên mẫu cho Không quân Đế quốc Nhật Bản (4 chiếc đầu năm 1935).
Ki-10 I(Tiêm kích lục quân Kiểu 95-I) Những phiên bản đầu tiên được sản xuất (300 chiếc từ tháng 12 năm 1935 – tháng 10 1937)
Ki-10 IINguyên mẫu với cải tiến Mark I, tăng chiều dài (1 chiếc vào tháng 5 năm 1936)
Ki-10 II(Tiêm kích lục quân Kiểu 95-2) Phiên bản được nâng cấp (280 chiếc từ tháng 6 năm 1937-tháng 12 1938)
Ki-10 I kaiNguyên mẫu Ki-10-I với cải tiến ở động cơ và bộ tản nhiệt. (1 chiếc vào tháng 10 năm 1936)
Ki-10 II kaiNguyên mẫu – Khí động lực cải tiến từ Ki-10-II thành Ki-10-I-kai, với động cơ Kawasaki Ha-9-IIb 850 hp (630 kW) (2 chiếc vào tháng 11 năm 1937)
Tổng số sản xuất: 588 chiếc

## Quốc gia sử dụng
Nhật Bản
- Không lực Hải quân Đế quốc Nhật Bản

## Đặc điểm kỹ thuật (Ki-10-I)

### Đặc tính chung
- Phi hành đoàn: 01 người
- Chiều dài: 7,55 m (24 ft 9 in)
- Sải cánh: 10,02 m (32 ft 10 in)
- Chiều cao: 3 m (9 ft 10 in)
- Diện tích cánh: 20 m2 (215,3 ft2)
- Trọng lượng không tải: 1.300 kg (2.866 lb)
- Trọng lượng có tải: 1.650 kg (3.638 lb)
- Động cơ: 1 động cơ Kawasaki Ha-9-IIa, 634 kW (850 hp)

### Đặc tính bay
- Tốc độ tối đa: 400 km/h tại 3.000 m (250 m/h tại độ cao 9.840 ft)
- Tầm bay tối đa: 1.100 km (688 dặm)
- Trần bay: 11.500 m (37.720 ft)
- Tốc độ lên cao: 1.000 m/phút (3.280 ft/phút)
- Lực nâng của cánh: 37,9 kg/m² (7,77 lb/ft²)
- Công suất: 0,15 kW/kg (0,09 hp/lb)

### Hỏa lực
- 2 súng máy kiểu 89 7,7 mm

### Máy bay tương tự
- Gloster Gauntlet
- Hawker Fury
- Heinkel He 51

### Danh sách liên quan
- Danh sách máy bay chiến đấu
- Danh sách máy bay quân sự Nhật Bản
- Danh sách máy bay trong Chiến tranh Thế giới II
- Danh sách máy bay tiêm kích